# Шварцвальдська шинка

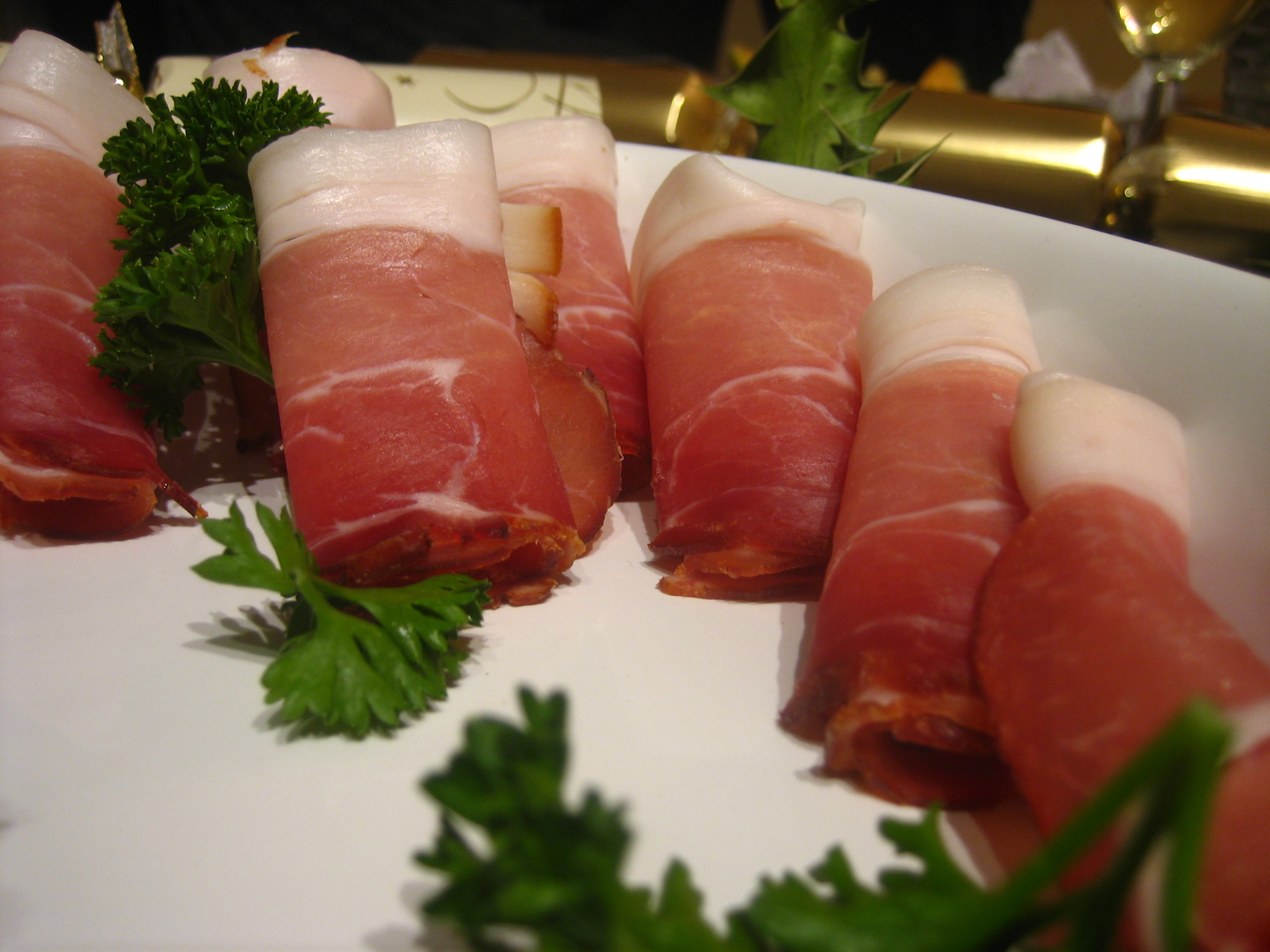
Шварцвальдська шинка

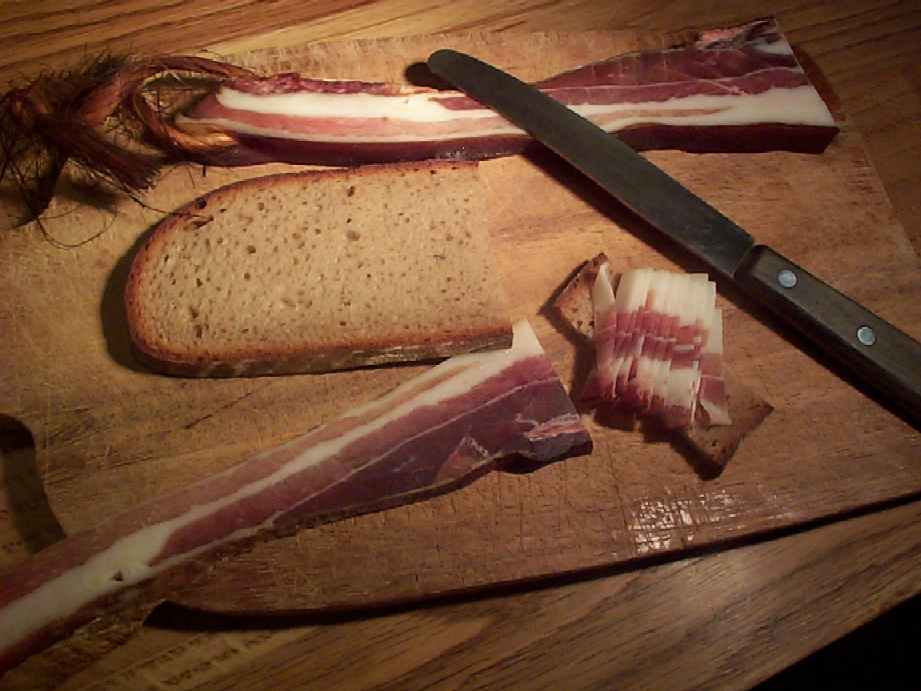
Шварцвальдська корейка

Шварцвальдська шинка, шварцвальдський окіст (нім. Schwarzwälder Schinken) — традиційна безкісткова сирокопчена шинка з Шварцвальду. З 1997 року «шварцвальдська шинка» стала в Європейському союзі продуктом з захищенним географічним походженням. За інформацією об'єднання виробників шварцвальдської шинки, вона є найпопулярнішим сортом сирокопченої шинки в Європі.
У процесі приготування шварцвальдську шинку спочатку вручну натирають селітрою з часником, коріандром, чорним перцем і ялівцем. Два тижні шинка знаходиться в розсолі, ще два тижні проводить в печі. Лише після цього шинка поміщається в спеціальні коптильні для холодного копчення на ялинових і соснових дровах зі Шварцвальду, а потім підвішується протягом трьох тижнів на повітрі при температурі 25°С. Шинка набуває характерного інтенсивного аромату і типової чорно-коричневої кірки. Насамкінець шварцвальдська шинка проводить ще два-три тижні на повітрі.
Згідно з директивою ЄС, вага жиру в шварцвальдській шинці має становити близько однієї п'ятої загальної ваги. Справжня шварцвальдська шинка виробляється лише у Шварцвальді. Свинина на її приготування переважно поставляється з інших районів Німеччини.
За аналогічним рецептом також проводиться шварцвальдська корейка.